# Risperidon
Risperidon (originalt handelsnavn Risperdal®) er et nyere antipsykotikum der anvendes til behandling af psykotiske tilstande, fx ved skizofreni og mani. Risperidon blev udviklet af Janssen-Cilag og blev først markedsført i 1994. I dag findes mange generiske præparater med stoffet.